# Paul Captijn

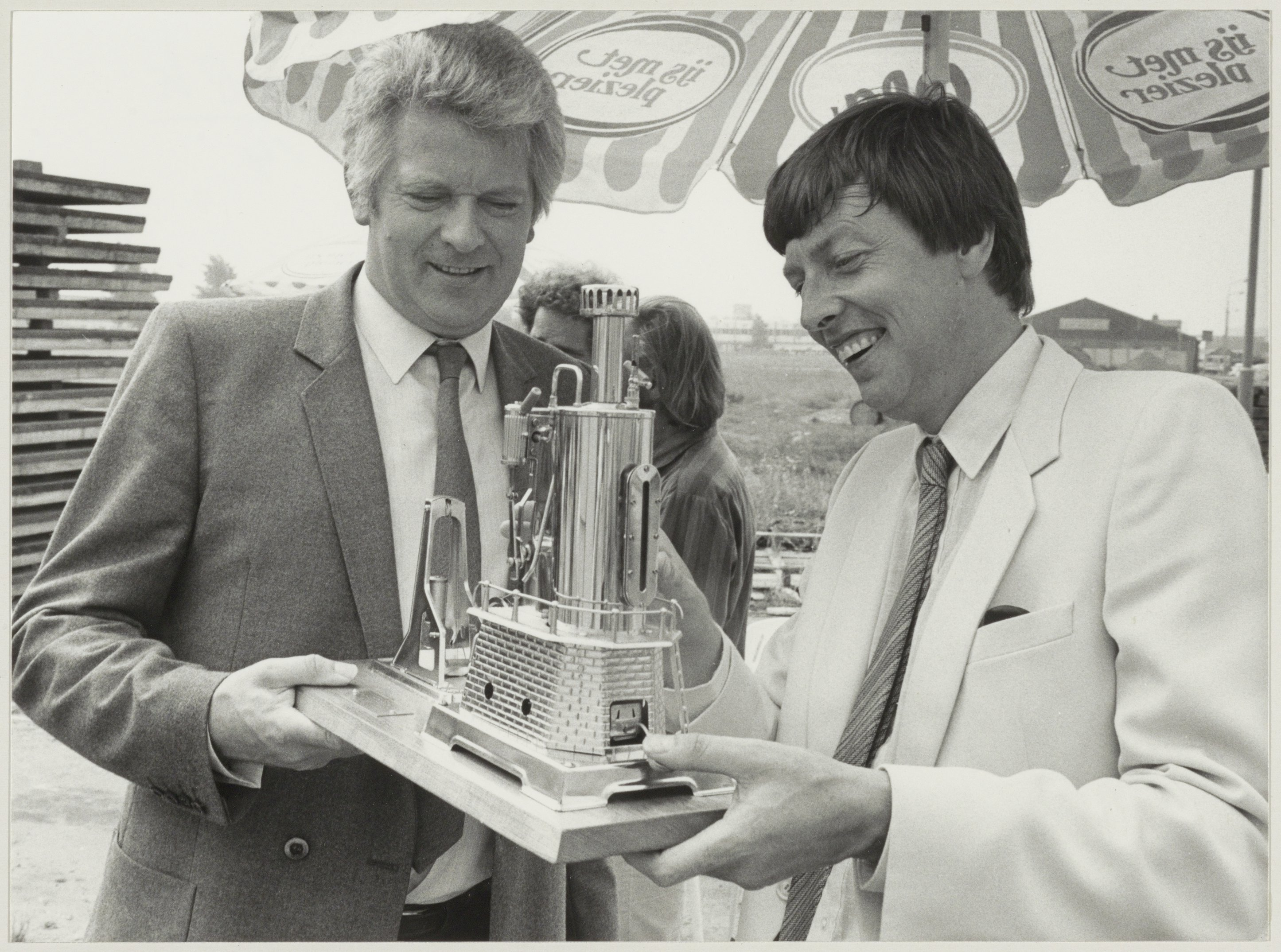
CBS-directeur Peter Bouwens (links) en wethouder Captijn (rechts) in 1981

P.G.A. (Paul) Captijn (Haarlem, 21 juli 1944 – 9 juni 1996) was een Nederlands politicus van D66.
Hij heeft economie gestudeerd aan de Universiteit van Amsterdam en ging in 1970 werken bij de Provinciale Planologische Dienst van Noord-Holland. Van 1978 tot 1982 was hij wethouder in Haarlem en daarna werkte hij tot 1986 bij het bestuur van de provincie Noord-Holland. Vervolgens maakte hij de overstap naar de gemeente Den Haag waar hij werkzaam was als bestuursadviseur. In februari 1992 werd Captijn benoemd tot burgemeester van Monster. Tijdens dat burgemeesterschap overleed hij midden 1996 op 51-jarige leeftijd.